# Edgars Bergs
Edgars Bergs (ur. 18 września 1984 w Saldus) – łotewski niepełnosprawny lekkoatleta, wielokrotny medalista paraolimpijski. 
Choruje na porażenie mózgowe. Ukończył Łotewski Uniwersytet Rolniczy w Jełgawie.
Na igrzyskach paraolimpijskich debiutował w 2004 roku. Zdobył srebrny medal w rzucie dyskiem F35 (13,55 m) i brązowy medal w pchnięciu kulą F35 (40,71 m). Cztery lata później zajął piąte miejsce w rzucie dyskiem F35-F36 (47,02 m) i drugie w pchnięciu kulą F35-F36 (15,54 m). Wywalczył także brązowy medal w pchnięciu kulą F35 (14,55 m) na paraolimpiadzie w Rio de Janeiro.
Na mistrzostwach świata w 2006 roku zdobył dwa srebrne medale w rzucie dyskiem F35 i pchnięciu kulą F35. Ponownie został wicemistrzem świata w 2015 roku.